# Boffles
Boffles är en kommun i departementet Pas-de-Calais i regionen Hauts-de-France i norra Frankrike. Kommunen ligger i kantonen Auxi-le-Château som tillhör arrondissementet Arras. År 2022 hade Boffles 47 invånare.

## Befolkningsutveckling
Antalet invånare i kommunen Boffles
| Referens: INSEE |